# Danh sách phối ngẫu nước Na Uy
Đây là danh sách các vương hậu trong lịch sử Na Uy. Từ 1380 – 1814, Na Uy được sáp nhập với Đan Mạch và Thuỵ Điển, những vương hậu tại vị trong thời gian này đồng thời cũng là vương hậu của Đan Mạch và Thuỵ Điển.

## Vương hậu Na Uy

### Vương triều Fairhair
| Chân dung | Vương hậu            | Phụ thân           | Mẫu thân | Tại vị             | Sinh | Mất     | Phu quân |
| --------- | -------------------- | ------------------ | -------- | ------------------ | ---- | ------- | -------- |
|           | Gyda Eiriksdatter    | Eirik xứ Hordaland | -        | 872 - 930 (58 năm) | -    | -       | Harald I |
|           | Gunnhild Gormsdóttir | Gorm Già           | -        | 931 - 934 (3 năm)  | 910  | sau 970 | Eric I   |

### Vương triều Knýtling
| Chân dung | Vương hậu      | Phụ thân | Mẫu thân | Tại vị             | Sinh | Mất | Phu quân  |
| --------- | -------------- | -------- | -------- | ------------------ | ---- | --- | --------- |
|           | Vương hậu Tove | Mstivoj  | -        | 976 - 985 hoặc 986 | -    | -   | Harald II |

### Vương triều St. Olaf
| Chân dung | Vương hậu          | Phụ thân        | Mẫu thân | Tại vị              | Sinh | Mất  | Phu quân |
| --------- | ------------------ | --------------- | -------- | ------------------- | ---- | ---- | -------- |
|           | Astrid Olofsdotter | Olof Skötkonung | Edla     | 1019 - 1028 (9 năm) | -    | 1035 | Olaf II  |

### Vương triều Knýtling (phục tịch)
| Chân dung | Vương hậu         | Phụ thân               | Mẫu thân | Tại vị              | Sinh | Mất           | Phu quân |
| --------- | ----------------- | ---------------------- | -------- | ------------------- | ---- | ------------- | -------- |
|           | Emma xứ Normandie | Richard I xứ Normandie | Gunnora  | 1028 - 1035 (7 năm) | 985  | 1052 (thọ 67) | Knud II  |

### Vương triều Hardrada
| Chân dung | Vương hậu                | Phụ thân              | Mẫu thân                            | Tại vị               | Sinh | Mất           | Phu quân   |
| --------- | ------------------------ | --------------------- | ----------------------------------- | -------------------- | ---- | ------------- | ---------- |
|           | Elisaveta Yaroslavna     | Yaroslav Ngoan Đạo    | Ingegerd Olofsdotter                | 1047 - 1066 (19 năm) | 1025 | 1067 (thọ 42) | Harald III |
|           | Ingerid Swendsdatter     | Sweyn II của Đan Mạch | -                                   | 1067 - 1093 (26 năm) | -    | -             | Olaf III   |
|           | Margaret Fredkulla       | Inge I của Thuỵ Điển  | Vương hậu Helena                    | 1101 - 1103 (2 năm)  | -    | 1130          | Magnus III |
|           | Ingebjørg Guttormsdatter | Guttorm Toresson      | -                                   | 1103 - 1123 (20 năm) | -    | -             | Eystein I  |
|           | Malmfred xứ Kiev         | Mstislav I của Kiev   | Christina Ingesdotter của Thuỵ Điển | 1120 - 1130 (10 năm) | 1105 | sau 1137      | Sigurd I   |
|           | Christina Knutsdatter    | Canute Lavard         | Ingeborg xứ Kiev                    | 1132 - 1133 (10 năm) | 1118 | 1133 (thọ 15) | Magnus IV  |

### Vương triều Gille
| Chân dung | Vương hậu              | Phụ thân          | Mẫu thân | Tại vị               | Sinh | Mất  | Phu quân   |
| --------- | ---------------------- | ----------------- | -------- | -------------------- | ---- | ---- | ---------- |
|           | Ingrid Ragnvaldsdotter | Ragnvald Ingesson | -        | 1134 - 1136 (2 năm)  | -    | 1161 | Harald IV  |
|           | Ragna Nikolasdatter    | Nikolas Måse      | -        | 1142 - 1157 (15 năm) | -    | 1157 | Eystein II |

### Vương triều Hardrada (phục tích)
| Chân dung | Vương hậu           | Phụ thân         | Mẫu thân               | Tại vị               | Sinh | Mất  | Phu quân |
| --------- | ------------------- | ---------------- | ---------------------- | -------------------- | ---- | ---- | -------- |
|           | Estrid Bjørnsdotter | Björn Byrdasvend | Rangrid Guttormsdotter | 1161 - 1176 (15 năm) | -    | 1176 | Magnus V |

### Vương triều Sverre
| Chân dung | Vương hậu             | Phụ thân                   | Mẫu thân               | Tại vị               | Sinh | Mất           | Phu quân   |
| --------- | --------------------- | -------------------------- | ---------------------- | -------------------- | ---- | ------------- | ---------- |
|           | Margaret Eriksdotter  | Eric IX của Thuỵ Điển      | Christina Björnsdotter | 1189 - 1202 (13 năm) | -    | 1209          | Sverre     |
|           | Margrete Skulesdatter | Skule Bårdsson             | Ragnhild               | 1225 - 1263 (38 năm) | 1208 | 1270 (thọ 62) | Haakon IV  |
|           | Rikissa Birgersdotter | Birger Magnusson           | Ragnhild               | 1251 - 1257 (6 năm)  | 1237 | 1288 (thọ 51) | Haakon Trẻ |
|           | Ingeborg Eriksdotter  | Eric IV của Đan Mạch       | Jutta xứ Saxony        | 1263 - 1280 (17 năm) | 1244 | 1287 (thọ 43) | Magnus VI  |
|           | Vương hậu Margaret    | Alexander III của Scotland | Margaret của Anh       | 1281 - 1283 (2 năm)  | 1261 | 1283 (thọ 22) | Eric II    |
|           | Isabel Bruce          | Robert                     | Marjorie               | 1293 - 1299 (6 năm)  | 1272 | 1358 (thọ 86) | Eric II    |
|           | Euphemia xứ Rügen     | Vitslav II                 | -                      | 1299 - 1312 (6 năm)  | 1270 | 1312 (thọ 42) | Haakon V   |

### Nhà Bjelbo
| Chân dung | Vương hậu                                   | Phụ thân                                 | Mẫu thân            | Tại vị               | Sinh | Mất           | Phu quân   |
| --------- | ------------------------------------------- | ---------------------------------------- | ------------------- | -------------------- | ---- | ------------- | ---------- |
|           | Blanche xứ Namur                            | John I, Hầu tước xứ Namur                | Marie xứ Artois     | 1335 - 1343 (8 năm)  | 1320 | 1363 (thọ 43) | Magnus VII |
|           | Margrete I của Đan Mạch, Thụy Điển và Na Uy | Valdemar IV của Đan Mạch (Nhà Estridsen) | Helvig xứ Schleswig | 1363 - 1380 (17 năm) | 1353 | 1412 (thọ 59) | Haakon VI  |

### Nhà Pomerania
| Chân dung | Vương hậu        | Phụ thân                         | Mẫu thân      | Tại vị               | Sinh | Mất           | Phu quân |
| --------- | ---------------- | -------------------------------- | ------------- | -------------------- | ---- | ------------- | -------- |
|           | Philippa của Anh | Henry IV của Anh (Nhà Lancaster) | Mary de Bohun | 1406 - 1430 (24 năm) | 1394 | 1430 (thọ 36) | Eric III |

### Nhà Palatinate-Neumarkt
| Chân dung | Vương hậu               | Phụ thân                              | Mẫu thân                   | Tại vị              | Sinh | Mất           | Phu quân    |
| --------- | ----------------------- | ------------------------------------- | -------------------------- | ------------------- | ---- | ------------- | ----------- |
|           | Dorothea xứ Brandenburg | John, Bá tước xứ Brandenburg-Kulmbach | Barbara xứ Saxe-Wittenberg | 1445 - 1448 (3 năm) | 1430 | 1495 (thọ 65) | Christopher |

### Nhà Bonde
| Chân dung | Vương hậu            | Phụ thân     | Mẫu thân | Tại vị              | Sinh | Mất           | Phu quân  |
| --------- | -------------------- | ------------ | -------- | ------------------- | ---- | ------------- | --------- |
|           | Katarina Karlsdotter | Karl Ormsson | -        | 1449 - 1450 (1 năm) | 1418 | 1450 (thọ 32) | Charles I |

### Nhà Oldenburg
| Chân dung | Vương hậu                                                                                      | Phụ thân                                                | Mẫu thân                                                 | Tại vị               | Sinh | Mất           | Phu quân      |
| --------- | ---------------------------------------------------------------------------------------------- | ------------------------------------------------------- | -------------------------------------------------------- | -------------------- | ---- | ------------- | ------------- |
|           | Dorothea xứ Brandenburg (phục vị với tư cách là vương hậu của Christian I thay vì Christopher) | John, Bá tước xứ Brandenburg-Kulmbach                   | Barbara xứ Saxe-Wittenberg                               | 1449 - 1495 (46 năm) | 1430 | 1495 (thọ 65) | Christian I   |
|           | Christina xứ Saxony                                                                            | Ernest (Tuyển hầu tước xứ Saxony)                       | Elisabeth xứ Bavaria (Tuyển hầu tước phu nhân xứ Saxony) | 1483 - 1513 (30 năm) | 1461 | 1521 (thọ 60) | John          |
|           | Isabel của Castilla                                                                            | Philipp của Áo                                          | Juana I của Castilla                                     | 1515 - 1523 (8 năm)  | 1501 | 1526 (thọ 25) | Christian II  |
|           | Sophie xứ Pomerania                                                                            | Công tước Bogislaw X xứ Pomerania                       | Nữ Công tước Anna Jagiellon xứ Pomerania                 | 1553                 | 1498 | 1568 (thọ 70) | Frederick I   |
|           | Dorothea xứ Saxe-Lauenburg                                                                     | Công tước Magnus I xứ Saxe-Lauenburg                    | Catherine xứ Brunswick-Wolfenbüttel                      | 1534 - 1559 (25 năm) | 1511 | 1571 (thọ 60) | Christian III |
|           | Sophie xứ Mecklenburg-Güstrow                                                                  | Ulrich, Công tước xứ Mecklenburg                        | Elizabeth, Nữ Công tước xứ Mecklenburg                   | 1572 - 1588 (16 năm) | 1557 | 1631 (thọ 74) | Frederick II  |
|           | Anne Catherine xứ Brandenburg                                                                  | Joachim Frederick                                       | Catherine xứ Brandenburg-Küstrin                         | 1597 - 1612 (15 năm) | 1575 | 1612 (thọ 37) | Christian IV  |
|           | Sophie Amalie xứ Brunswick-Lüneburg                                                            | George, Công tước xứ Brunswick-Lüneburg                 | Anne Eleonore xứ Hesse-Darmstadt                         | 1648 - 1670 (22 năm) | 1628 | 1685 (thọ 57) | Frederick III |
|           | Charlotte Amalie xứ Hesse-Kassel                                                               | Lãnh chúa xứ Hesse-Kassel                               | Margravine Hedwig Sophie xứ Brandenburg                  | 1670 - 1699 (29 năm) | 1650 | 1714 (thọ 64) | Christian V   |
|           | Louise xứ Mecklenburg-Güstrow                                                                  | Gustav Adolph, Công tước xứ Mecklenburg-Güstrow         | Magdalene Sibylle xứ Holstein-Gottorp                    | 1699 - 1721 (22 năm) | 1667 | 1721 (thọ 54) | Frederick IV  |
|           | Anne Sophie Reventlow                                                                          | Conrad                                                  | Sophie Amalie Hahn                                       | 1721 - 1730 (9 năm)  | 1693 | 1743 (thọ 50) | Frederick IV  |
|           | Sophie Magdalene xứ Brandenburg-Kulmbach                                                       | Christian Heinrich                                      | Sophie Christiane                                        | 1730 - 1746 (16 năm) | 1700 | 1770 (thọ 70) | Christian VI  |
|           | Louise của Anh                                                                                 | George II của Anh (Nhà Hanover)                         | Caroline xứ Ansbach                                      | 1743 - 1746 (3 năm)  | 1724 | 1751 (thọ 27) | Frederick V   |
|           | Sophie Magdalene xứ Brandenburg-Kulmbach                                                       | Công tước Ferdinand Albert II xứ Brunswick-Wolfenbüttel | Antoinette Amalie                                        | 1752 - 1766 (14 năm) | 1729 | 1796 (thọ 67) | Frederick V   |
|           | Caroline Matilda của Anh                                                                       | Thân vương Charles xứ Hesse-Kassel                      | Louise của Đan Mạch                                      | 1808 - 1814 (6 năm)  | 1767 | 1852 (thọ 85) | Frederick VI  |

### Nhà Holstein-Gottorp
| Chân dung | Vương hậu                  | Phụ thân                                   | Mẫu thân                     | Tại vị               | Sinh | Mất           | Phu quân   |
| --------- | -------------------------- | ------------------------------------------ | ---------------------------- | -------------------- | ---- | ------------- | ---------- |
|           | Hedvig Elisabeth Charlotte | Frederick August I, Công tước xứ Oldenburg | Ulrike Friederike Wilhelmine | 1774 - 1818 (44 năm) | 1759 | 1818 (thọ 59) | Charles II |

### Nhà Bernadotte
| Chân dung | Vương hậu                 | Phụ thân                     | Mẫu thân               | Tại vị               | Sinh | Mất           | Phu quân   |
| --------- | ------------------------- | ---------------------------- | ---------------------- | -------------------- | ---- | ------------- | ---------- |
|           | Désirée Clary             | François Clary               | Françoise Rose Somis   | 1818 - 1844 (26 năm) | 1777 | 1860 (thọ 83) | Karl III   |
|           | Joséphine xứ Leuchtenberg | Eugène de Beauharnais        | Augusta xứ Bavaria     | 1844 - 1859 (15 năm) | 1807 | 1876 (thọ 69) | Oscar I    |
|           | Louise của Hà Lan         | Frederick của Hà Lan         | Louise của Phổ         | 1859 - 1871 (12 năm) | 1828 | 1871 (thọ 43) | Charles IV |
|           | Sophia xứ Nassau          | Wilhelm, Công tước xứ Nassau | Pauline xứ Württemberg | 1872 - 1905 (12 năm) | 1836 | 1913 (thọ 77) | Oscar II   |

### Nhà Schleswig-Holstein-Sonderburg-Glücksburg
| Chân dung | Vương hậu              | Phụ thân              | Mẫu thân               | Tại vị                   | Sinh | Mất           | Phu quân   |
| --------- | ---------------------- | --------------------- | ---------------------- | ------------------------ | ---- | ------------- | ---------- |
|           | Maud của Liên hiệp Anh | Edward VII của Anh    | Alexandra của Đan Mạch | 1905 - 1938 (33 năm)     | 1869 | 1938 (thọ 69) | Haakon VII |
|           | Sonja Haraldsen        | Karl August Haraldsen | Dagny Ulrichsen        | 1991 - nay (đương nhiệm) | 1937 | còn sống      | Harald V   |